# Lütz
Lütz település Németországban, Rajna-vidék-Pfalz tartományban. Lakosainak száma 261 fő (2023. december 31.). Lütz Lieg és Treis-Karden községekkel határos.

## Népesség
A település népességének változása:
| Lakosok száma | 294  | 290  | 282  | 270  | 271  | 261  |
|               | 1975 | 2017 | 2019 | 2021 | 2022 | 2023 |